# Кара Козентино I (Катанцаро)
Кара Козентино I је насеље у Италији у округу Катанцаро, региону Калабрија.
Према процени из 2011. у насељу је живело 191 становника. Насеље се налази на надморској висини од 71 м.